# Paratendipes pelargus
Paratendipes pelargus är en tvåvingeart som beskrevs av Jean-Jacques Kieffer 1913. Paratendipes pelargus ingår i släktet Paratendipes och familjen fjädermyggor. Inga underarter finns listade i Catalogue of Life.